# Hancom
Hancom Inc. est une entreprise de développement de logiciels informatiques coréenne. Elle a été fondée le 9 octobre 1990 en ayant comme but « l'indépendance technologique de l'information ». En 1989, la première suite bureautique coréenne voit le jour : Hangul 1.0.
Depuis 1990, Hancom Inc. montre une progression constante de son chiffre d'affaires. L'entreprise est excédentaire depuis 7 ans. En 2010, elle publie une nouvelle version de son logiciel, Hangul Office 2010. Pour fêter ses 20 ans d'existence, le logotype a été changé pour 'hancom'.
Les fichiers Hangul, ou .hwp sont très utilisés en Corée.